# Ameerega silverstonei
Ameerega silverstonei är en groddjursart som först beskrevs av Myers och Daly 1979.  Ameerega silverstonei ingår i släktet Ameerega och familjen pilgiftsgrodor. IUCN kategoriserar arten globalt som otillräckligt studerad. Inga underarter finns listade i Catalogue of Life.